# Station Ujście Południowe
Station Ujście Południowe is een spoorwegstation in de Poolse plaats Ujście.